# Le Chant du bandit
Pour plus de détails, voir Fiche technique et Distribution.
Le Chant du bandit (The Rogue Song) est un film américain réalisé par Lionel Barrymore avec Laurel et Hardy, sorti en 1930.

## Synopsis
Tibbett à la fois, prince russe et bandit, est amoureux d'une princesse dont le frère a trahi sa propre sœur. Tibbett le tue, enlève la princesse. Celle-ci s'évade et le fait arrêter, emprisonner et fouetter. Malgré tout elle se rend compte qu'elle l'aime.

## Fiche technique
- Titre : Le Chant du bandit
- Titre original : The Rogue Song
- Réalisation : Lionel Barrymore

L'équipe du film (don de Vera Marie Schoenbaum Gebbert, fille du directeur de la photographie Charles Edgar Schoenbaum.

- Scénario : John Colton et Frances Marion, sur une idée de Wells Root
- Photographie : Percy Hilburn et Charles Edgar Schoenbaum
- Montage : Margaret Booth
- Direction artistique : Cedric Gibbons
- Société de production : Metro-Goldwyn-Mayer
- Société de distribution : Metro-Goldwyn-Mayer
- Pays d'origine : États-Unis
- Format : Couleurs - Mono   Technicolor bi-chrome consultant Nathalie Kalmus
- Genre : film musical, romance
- Durée : 12 bobines
- Date de sortie : États-Unis 10 mai 1930

## Distribution
Source principale de la distribution :
- Lawrence Tibbett : Yegor
- Catherine Dale Owen : Princesse Vera
- Nance O'Neil : Princesse Alexandra
- Judith Vosselli : Tatiana
- Ullrich Haupt Sr. : Prince Serge
- Elsa Alsen : la mère de Yegor
- Florence Lake : Nadja
- Lionel Belmore : Ossman
- Wallace MacDonald : Hassan
- Kate Price : Pelrovna
- Kewpie Morgan[2] : Frolov
- Burr McIntosh : le comte Peter
- James Bradbury Jr. : Azamat
- Stan Laurel : Ali-Bek
- Oliver Hardy : Murza-Bek
- Harry Bernard : le garde
- Albertina Rasch :
- John Carroll (non crédité) : le bandit

## Autour du film
Le film s'inspire de l'opérette Amour tzigane de Franz Lehár. C'est avant tout un prétexte technique à tourner à la fois en couleurs et en sonore, un long métrage selon les procédés balbutiants de l'époque. Il s'agit de la première apparition à l'écran de Lawrence Tibbett qui est alors chanteur d'opéra et ainsi l'un des tout premiers films d'un nouveau genre qui aura beaucoup de succès par la suite, le film musical.

De même, la présence du duo comique de Stan Laurel et Oliver Hardy reste un faire-valoir. Leurs rôles sont marginaux et en dehors de l'intrigue, ils n'ont pas participé au tournage et les scènes où ils apparaissent ont été tournées après la fin du tournage. C'est le seul film en couleurs avec Laurel et Hardy (à part le documentaireThe Tree in a Test Tube).

## État de préservation
Bien que le film soit considéré comme perdu à cause de l'absence de copies complètes connues, des fragments ont été retrouvés. La bande-son notamment, a été entièrement préservée car elle était stockée sur des disques Vitaphone afin de préserver la compatibilité avec les salles de projection n'étant pas équipées de systèmes de son optiques.
Il existe une reconstitution sur Youtube contenant les extraits connus et des arrêts sur image du film, accompagnés de la bande-son originale.